# Władysław Raiter
Władysław Jan Raiter (ur. 3 kwietnia 1947 w Poznaniu) – polski polityk, lekarz weterynarii, poseł na Sejm RP I kadencji.

## Życiorys
Ukończył  w 1971 studia na Wydziale Weterynaryjnym Szkoły Głównej Gospodarstwa Wiejskiego w Warszawie. Od 15 października do 6 listopada 1989 był przewodniczącym piotrkowskiej „Solidarności”. W 1991 uzyskał mandat posła na Sejm I kadencji. Został wybrany w okręgu piotrkowskim z listy Unii Demokratycznej. Po opuszczeniu UD przystąpił do Partii Konserwatywnej.
Pod koniec kadencji był członkiem Klubu Parlamentarnego Konwencja Polska. Zasiadał w Komisji Młodzieży, Kultury Fizycznej i Sportu, Komisji Polityki Społecznej oraz Komisji Rolnictwa i Gospodarki Żywnościowej. Był także członkiem dziewięciu podkomisji. W 1993 bezskutecznie startował do parlamentu z listy Katolickiego Komitetu Wyborczego „Ojczyzna”. Później wycofał się z działalności politycznej.
W wyborach samorządowych w 2006 bez powodzenia kandydował do rady miasta Piotrków Trybunalski z ramienia Ligi Polskich Rodzin. Pracował w piotrkowskiej inspekcji weterynaryjnej.